# Loubajac
Loubajac település Franciaországban, Hautes-Pyrénées megyében. Lakosainak száma 435 fő (2022. január 1.). Loubajac Barlest, Bartrès, Lourdes és Poueyferré községekkel határos.

## Népesség
A település népességének változása:
| Lakosok száma | 406  | 395  | 403  | 403  | 413  | 424  | 434  | 438  | 435  |
|               | 2013 | 2015 | 2016 | 2017 | 2018 | 2019 | 2020 | 2021 | 2022 |